# Dutch Open 1999 - Qualificazioni doppio
Le qualificazioni del doppio  del Dutch Open 1999 sono state un torneo di tennis preliminare per accedere alla fase finale della manifestazione. I vincitori dell'ultimo turno sono entrati di diritto nel tabellone principale. In caso di ritiro di uno o più giocatori aventi diritto a questi sono subentrati i lucky loser, ossia i giocatori che hanno perso nell'ultimo turno ma che avevano una classifica più alta rispetto agli altri partecipanti che avevano comunque perso nel turno finale.
Le qualificazioni del doppio del torneo Dutch Open 1999 prevedevano 4 coppie partecipanti di cui una è entrata nel tabellone principale.

## Teste di serie
1. Francisco Cabello /  Martín Rodríguez (primo turno)

1. Ali Hamadeh /  Johan Landsberg (ultimo turno)

## Qualificati
1. Raemon Sluiter  /   Dennis van Scheppingen

## Tabellone

### Legenda
| - Q = Qualificato - WC = Wild card - LL = Lucky loser | - ALT = Alternate - SE = Special Exempt - PR = Protected Ranking | - w/o = Walkover - r = Ritirato - d = Squalificato |

|  | Primo turno | Primo turno                           | Primo turno                     | Primo turno | Primo turno |  |  | Ultimo turno | Ultimo turno                          | Ultimo turno                          | Ultimo turno | Ultimo turno |  |
|  |             |                                       |                                 |             |             |  |  |              |                                       |                                       |              |              |  |
|  |             | Raemon Sluiter Dennis van Scheppingen | 7                               | 6           | 6           |  |  |              |                                       |                                       |              |              |  |
|  | 1           | Francisco Cabello Martín Rodríguez    | 6                               | 7           | 4           |  |  |              | Raemon Sluiter Dennis van Scheppingen | Raemon Sluiter Dennis van Scheppingen | 7            | 6            |  |
|  | 2           | Ali Hamadeh Johan Landsberg           | Ali Hamadeh Johan Landsberg     | 7           | 6           |  |  | 2            | Ali Hamadeh Johan Landsberg           | Ali Hamadeh Johan Landsberg           | 5            | 1            |  |
|  |             | Bobbie Altelaar Gordon Bergraaf       | Bobbie Altelaar Gordon Bergraaf | 6           | 3           |  |  |              |                                       |                                       |              |              |  |